# Выселок (Виньковецкий район)
Выселок (укр. Виселок) — село в Виньковецком районе Хмельницкой области Украины.
Население по переписи 2001 года составляло 163 человека. Почтовый индекс — 32520. Телефонный код — 3846. Занимает площадь 0,524 км². Код КОАТУУ — 6820687503.

## Местный совет
32520, Хмельницкая область, Виньковецкий район, с. Яснозорье